# ボルト判決
「ボルト判決」（ボルトはんけつ、Boldt Decision）は、アメリカ合衆国で1974年に下されたワシントン州におけるインディアンの漁猟権を巡る判決であり、同州におけるサケの年間漁獲量の半分は、1850年代に合衆国連邦政府と条約を結んだインディアン諸部族にその権利があるとしたものである。

## 概略

### ワシントン州と「インディアン条約」
ワシントン州が1853年に合衆国に併合された後、初代州知事イサーク・インガルズ・スティーブンスは、インディアンの領土を白人入植者のために割譲させ、彼らを保留地に追い込むため、連邦条約交渉を始めた。武力を背景としたこの条約交渉で、スティーブンスはワシントン州のインディアン部族と、1854年の「メディスン・クリーク条約」を始めとする6つの条約を結んだ。結果、約25万9千㎢の土地を州のものとした一方で、条約はその文言において、「州下のすべての市民と共用して、ごく普通の場所でのいずれでも、魚を獲る権利をインディアンが保有する」と認めた。
豊富な同州の漁猟資源を巡るインディアン部族と白人入植者との争いは、この条約締結直後から始まった。（→合衆国対ワイナンズ法廷戦）　20世紀に入り、白人の大規模な商業サケマス漁と缶詰加工業は、たちまち州下のサケマス資源を減らした。1930年代から40年代にかけ、ワシントン州は「減少した漁業資源の保護のため」として、州下でのサケマス漁を制限するようになった。これに対し、ワシントン州の釣りをスポーツとして楽しんでいる白人たちや、商業漁業者たちは、「インディアン条約によって、インディアンを特別待遇するべきでない」と主張し始めた。これを受け、州は「すべての市民と共用する」という条約の文言をもとに、「州の規制はインディアンにも適用される」と判断し、インディアン部族に州の規制を適用した。インディアンの伝統的な生活のためのサケマス漁は、白人の法律によって「密猟」とされたのである。
生活を脅かされた州下の多数のインディアン部族は、「そもそも白人の商業的漁業、ダム建設、森林伐採が、漁業資源の減少の原因である」として、この圧迫に反対の声を上げ始めた。彼らは「条約上の権利」として、「保留地および、ごく普通の場所のいずれでも」、魚を獲る権利を保証されたものと判断していた。
1942年、ヤカマ族のサンプソン・チュリーとワシントン州とが漁業権を巡って争った「チュリー対ワシントン州法廷戦」で、合衆国最高裁はサンプソンの生得権主張を退け、条約の文言はインディアン部族にも州の制限が及ぶものとして、サンプソン敗訴の判決を下した。

### インディアンによる漁猟権抗議
1960年、ワシントン州は「釣りと狩猟法」を制定し、インディアンの伝統漁を州法で禁止する措置に出た。これに対し、インディアンたちは「我々のサケマス漁は生活のためのものであり、白人がスポーツとして行う釣りとは話が違う」と猛反発。ピュヤラップ族のボブ・サタイアクムを始めとするワシントン州のインディアンたちは、ゲリラ戦略を採ってニスクォーリー川やピュヤラップ川で「密漁」を決行し、公然とこの州法を犯して抗議運動を展開した。
「ワシントン州に、連邦と条約を結んだインディアン部族の管轄権は認められるのか」という問題を巡っては、裁判所の裁定も二転三転し、定まらなかった。
1963年、「ワシントン対マッコイ法廷戦」で裁判所はボブの有罪判例を覆し、「インディアンの条約に基づく権利は、州の管理下にない」と結論付けた。
1964年1月29日、ロバート・H・ジャック判事は前回判例を覆し、ビリー・フランクJrらニスクォーリー族インディアンに対し、保留地外での投網漁の暫定的差止命令を下した。
こうしてワシントン州は1960年代いっぱいにわたって、インディアンと州当局との漁猟権を巡っての抗争の場となり、暴行逮捕されるインディアン抗議者たちは女・子供を問わない異常事態となった。州の白人漁業者団体「ワシントン州スポーツマンズクラブ」（WSSC）は、「インディアンを条約で優遇するな」と叫び、武装してワシントン州当局の抗議弾圧に加わった。
対する地元のインディアンたちは運動団体「アメリカインディアンの生き残りのための協会」（SAIA）を結成。「全米黒人地位向上協会」（NAACP）、「ブラック・パンサー党」などの黒人公民権団体や、「平和と自由の会」、「民主社会のための学生たち」、「社会主義労働者党」などといった白人学生団体とも連携し、抗議運動を全米にアピールし始めた。
1964年3月2日、「SAIA」は一斉にワシントン州の保留地外区域の川に一斉にボートを繰り出し、伝統的な投網漁を行う「フィッシュ＝イン」（一斉に釣る）抗議を決行した。この「フィッシュ＝イン抗議」はその後10年近くにわたり、ワシントン州のインディアン権利運動の象徴となり、全米の注目を浴びる民族運動となった。

### インディアンによる連邦提訴
1970年、ボブ・サタイアクムは条約に該当する14のインディアン部族による代表訴訟団を結成し、この年、連邦法廷にこの問題を持ち込み3年間にわたる調査と、法廷での証言が繰り返された。
1974年、合衆国地方裁判所ジョージ・ボルト判事は、「メディスン・クリーク条約」にある「すべての市民と共用（in common with）される」という文言を、「条約当該インディアン民族が、年間漁獲量の半分を得る権利を恒久的に有する」という意味であると解釈し、「ワシントン州のインディアンは条約に基づき、州で採れるサケの総漁獲高の半分を得る権利を認める」という、歴史的な「ボルト判決」を下した。
ボルト判事が引用した「メディスン・クリーク条約」には、「インディアンたちが、すべての市民と漁場を共有する（to said Indians in common with all citizens of the Territory）」という一文が記載されている。スティーブンス初代ワシントン州知事が交渉に携わった6つの条約のほとんどに、これと同じか、よく似た言い回しが用いられている。
この文言の定義について、ボルト判事は次のように述べている。
「辞書の定義によれば、そしてインディアン部族との条約や、今回の判決において意図され用いられているこの『共有する（in common with）』という文言が意味するところは、『魚を獲る機会を均等に共有する』ということであり、したがって条約に定められていない（白人）漁師たちは漁獲可能量の50パーセントの魚を獲る機会を有しており、条約で権利を保障されている（インディアン）漁師たちも同様に50パーセントの魚を獲る機会を有している。」
こうしてついにインディアンの自決に繋がる伝統的な投網漁が、条約の再確認と共に認められ、インディアン側の大勝利となった。

## 判決以後
「ボルト判決」は、州下の白人たちを怒らせた。スポーツとしての釣りが制限され、商業漁業者の収益は低下し、州狩猟局は「漁場保全に悪影響を及ぼした」と決定を非難した。
1971年に、BIA（インディアン管理局）は、これらの権利闘争が、「人種的な憎悪を煽り、インディアンの国に対して敵意や猜疑を生み、他のどれよりも多くの問題を起こした」との調査書を発行している。BIAはインディアン問題の大統領直轄機関であるが、ワシントン州の一大漁猟権争いではとくに何の貢献もせず、しばしばインディアン団体から抗議デモを受けている。
1979年に最高裁は、「ボルト判決」を是認し、「州とインディアンが手を取り合うように」と奨励したが、サケ漁の問題は現在、サケの遡上を阻む「ダムの撤去要求」と言う新たな抗議運動に進んでいる。